# Kh-35
El Zvezda Kh-35U (en ruso: Х-35У, designación OTAN: AS-20 Kayak) es un misil antibuque subsónico desarrollado en la Unión Soviética en los años setenta. Puede ser lanzado desde helicópteros, buques de superficie y baterías de defensa costera con la ayuda de un cohete propulsor, en cuyo caso se conoce como Uran (SS-N-25 Switchblade,  GRAU 3M24) o Bal (SSC-6 Sennight, GRAU 3K60). También es apodado Harpoonski, por su parecido y funciones muy similares a las del misil estadounidense Harpoon. Está diseñado para atacar buques de hasta 5000 toneladas.

## Desarrollo
Zvezda comenzó a trabajar en el misil naval Kh-35 en 1983 por un decreto del Consejo de Ministros de la URSS y el Comité Central del PCUS para armar los buques de tonelaje medio con un misil superficie-superficie, para atacar a otros barcos de combate enemigos, el misil podía ser lanzado desde un contenedor en forma inclinada o con el nuevo sistema de lanzamiento vertical de misiles, existe una nueva versión que puede ser lanzada desde un avión de combate ligero, el tubo lanzador de torpedos de un submarino en forma similar al misil Exocet.

## Historia operacional
El Kh-35 entró en servicio en 2003. En julio de 2003, el sistema creado por Tactical Missiles Corporation superó con éxito la pruebas estatales y entró en servicio con los buques de la Armada de Rusia. Hoy en día, en criterios de «rentabilidad», el "Uran-E" es uno de los mejores sistemas en el mundo. También ha sido adquirido por India. El sistema de misiles costeros Bal-E en el otoño de 2004 mostró excelentes resultados en la pruebas estatales y entró en servicio en 2008.

## Variantes
- Kh-35 (3M-24) - versión naval para Rusia (2003).
- Kh-35E (3M-24E) - Versión de exportación (1996).
- Kh-35U - Actualización base del misil unificado (se puede usar con cualquier operador), versión para Rusia en producción (desde el 1 de julio de 2015). Capacidad para atacar objetivos terrestres.
- Kh-35UE - Versión de exportación del Kh-35U, en desarrollo.
- Kh-35V - Versión para Rusia, lanzada desde helicópteros.
- Kh-35EV - Versión de exportación del Kh-35 para Vietnam.
- Kh-35UV - Desarrollado por Vietnam y Rusia, aumenta el alcance desde 130 a 300 km.[7]
- 3M-24EMV - Versión de exportación del Kh-35 sin ojiva para Vietnam.
- Kh-35 Uran/Uran-E (SS-N-25 'Switchblade', 3M-24)
- Bal/Bal-E (SSC-6 Sennight) - Complejo de misiles costero con misiles Kh-35/Kh-35E (2008).

## Operadores
- Argelia
- India
- Rusia - 112 Kh-35 (3M-24) entregados en el período 2009-2010.[8] Un complejo de misiles costeros Bal entregado en 2011.[9]
- Vietnam - 17 Kh-35 entregados en 2009, 16 en 2010, Vietnam inició la fabricación bajo licencia en 2012.[8]
- Turkmenistán
- Kazajistán
- Venezuela - Complejo de misiles costeros Bal-E

### Misiles similares
- Harpoon - ojiva de 221 kg, 93-315 km de alcance según la plataforma.
- C-802 - ojiva de 165 kg, 120–180 km de alcance.
- Exocet - ojiva de 165 kg, 180 km de alcance.
- RBS-15 - ojiva de 200 kg, 200 km de alcance.
- Sea Eagle - ojiva de 230 kg, 110+ km de alcance.